# مومبيلو مونفيراتو
مومبيلو مونفيراتو (بالإيطالية: Mombello Monferrato)‏ هي بلدية في مقاطعة ألساندريا في إقليم بييمونتي في إيطاليا.

## السكان
في سنة 1861 بلغ عدد السكان 2٬902 نسمة، وتطور العدد ليصل في سنة 2017 لـ 1٬057 نسمة.
يظهر هذا المخطط البياني تطور النمو السكاني لـ مومبيلو مونفيراتو